# Partida d'Aigüesverds
La Partida d'Aigüesverds és una partida de terra del municipi de Reus (Baix Camp), a l'extrem meridional del terme, tocant al de Riudoms i al de Vila-seca. Queda a l'oest de Mascalvó i de Porpres, al sud també de Porpres i de Rubió, i al sud-est de Blancafort. A l'oest la tanca l'Aigüera d'Aigüesverds. És més aviat pobra, amb abundància de garrofers, i amb diverses masies disseminades, com ara el Mas Vermell, el Mas de Messies, El Mas del Torres o el Mas de Guardià. Una part important de la partida s'ha urbanitzat i s'hi ha construït un camp de golf.
Havia format part de l'antic Territori de Tarragona, unes possessions de l'arquebisbe de Tarragona que comprenien diverses terres de Reus, Vila-seca, La Canonja, Masricard, La Boella i Mascalbó.